# Psidium oblongatum
Psidium oblongatum är en myrtenväxtart som beskrevs av Otto Karl Berg. Psidium oblongatum ingår i släktet Psidium och familjen myrtenväxter. Inga underarter finns listade i Catalogue of Life.